# Tauer
Tauer est une commune allemande de l'arrondissement de Spree-Neisse, Land de Brandebourg.

## Géographie
Tauer se situe dans la zone de peuplement traditionnelle des Sorabes, des Wendes. Dans le territoire de la commune se trouve le grand lac, qui est issu d'une dépression glaciaire au milieu d'une zone de protection du paysage et de nombreuses forêts.
La commune comprend le quartier de Schönhöhe.
|                 | Schenkendöbern |             |
| Turnow-Preilack | Tauer          | Jänschwalde |
|                 | Peitz          |             |

## Histoire
Tauer est mentionné pour la première fois en 1962 sous le nom de Tawern. Schönhöhe existe depuis 1742 sous le nom d'Ackervorwerk. Dans le cadre de la politique de colonisation de Frédéric II, un village de rue à deux rangs est créé à partir de 1752, les familles qui s'installent sont principalement en provenance de la Saxe.
Schönhöhe fusionne avec Tauer en 1993.

## Source
- (de) Cet article est partiellement ou en totalité issu de l’article de Wikipédia en allemand intitulé « Tauer » (voir la liste des auteurs).